# Aïda Ba

a Compétitions nationales et continentales officielles uniquement.

b Matchs officiels uniquement.
Aïda Ba, née le 27 juin 1983 à Sèvres et morte le 3 octobre 2022 à Beauvais, est une joueuse internationale française de rugby à XV évoluant au poste de troisième ligne.

## Biographie
Elle découvre le rugby en 2001, à l'UFR de Bobigny (Université Paris-XIII) où elle étudiait en STAPS. Après deux années de pratique, l'équipe universitaire forme la base de l'équipe féminine de l'AC Bobigny 93. Ses qualités de leadership font d'Aïda Ba la capitaine de l'équipe. Pour sa coéquipière Karine Madelaine, « Elle était très forte en défense et dans le jeu de conquête, Aïda c'était la guerrière, elle représentait l'esprit rugby. Elle dégageait quelque chose de spécial, un sentiment de combattante jusqu'au coup de sifflet final (...) Son côté guerrier pouvait par moments dépasser les bornes. Elle était quand même très caractérielle, il lui arrivait très souvent de péter les plombs et de pousser des coups de gueule ». À une période où le rugby était encore peu valorisé, elle s'implique pour sa pleine reconnaissance par la section rugby en obtenant de pouvoir disposer du club-house pour favoriser la cohésion d'équipe
Elle signe pour la saison 2006-2007 dans le Sud-Ouest au RC Lons, mais sa saison est escamotée par une blessure aux ligaments du genou, qu'elle compense en s'investissant au sein de Béarn Rugby Cité. Elle revient à Bobigny, qu'elle emmène jusqu'en division d'élite et deux demi-finales du championnat en 2010 et 2011. 
Première joueuse de Bobigny sélectionné en équipe de France, elle est retenue notamment pour le Tournoi des Six Nations 2007. Elle compte 17 sélections (12 victoires, 1 nul, 4 défaites) en équipe de France, le première le 4 février 2007 contre l'Italie, le dernier le 25 février 2012 contre l’Écosse, disputant notamment la Coupe du monde 2010.
Elle meurt des suites d'un cancer du sein le 3 octobre 2022 à l'âge de 39 ans,,.
En février 2025, la ville de Noisy-le-Grand où elle résidait avec sa famille, donne le nom d'Aïda Ba à la grande salle du gymnase Marie-Paradis